# عديمات الدرع
عديمات الدرع (السرخسيات السيدة وأقربائها) (الاسم العلمي: Athyriaceae)، فصيلة نباتات من السرخس الأرضي تتبع رتبة السرخسيات. في تصنيف مجموعة علم النشوء والتطور للسراخس لعام 2016 (PPG I)، وضعت الفصيلة في رُتيبة Aspleniineae، وتشمل جنسين. بدلاً من ذلك، يمكن التعامل معها على أنها فُصيلة Athyrioideae لفصيلة الطحالية Aspleniaceae ذات التعريف الواسع جدًا. تتمتع عديمات الدرع بتوزيع عالمي.